# Ephraim Broschkowski
Ephraim Broschkowski (* 1972 in Bonn) ist ein deutscher Autor und Regisseur, der sich auf die Kommunikation gesellschaftlich relevanter Themen spezialisiert hat.

## Leben
Ephraim Broschkowski wuchs in Berlin auf.  Er war Autor bei der Jugendnachrichtenagentur Sinnflut. Sinnflut erhielt 2001 beim Journalistenpreis „Ehrenamtliches Engagement“ des Bundesverbandes Deutscher Zeitungsverleger den Marion-Dönnhoff-Förderpreis.
Nach Studium der Medienwissenschaften an der TU-Berlin und einer Weiterbildung am ISFF - Institut für Schauspiel-, Film- und Fernsehberufe, Berlin zum Creative Producer arbeitete er freiberuflich als Autor, Regisseur und Creative Producer. Seit 2013 ist er Creative Producer der Climate Media Factory.

## Werke (Auswahl)

### Als Autor und Co-Autor
- 2008 Die Currywurst-Lüge (Hörspiel, zusammen mit Britta Steffenhagen)[9]
- 2005 Graslöwe-Hörspiele
- 2010 Die 4. Revolution (Co-Autor & Recherche)

### Als Regisseur / Co-Regisseur
- 2009 Auf Messers Schneide (zusammen mit Sören Lauinger)[10]

### Als Creative Producer
- We know enough[11]
- Earthbook[12][13]
- Banditen in Air City[14]
- Knowledge and Action[15][16]
- Macht Mensch[17]
- Fritten for Future?